# Greatest Hits (álbum de Queensrÿche)
Greatest Hits es un álbum recopilatorio de la banda de Metal progresivo Queensrÿche, lanzado en el año 2000.
Contiene una selección de temas de todos sus discos hasta ese momento, salvo Q2K, de 1999.
También se incluyó el lado B "Chasing Blue Sky", y una versión diferente de la canción "Someone Else?".

## Lista de canciones
1. Queen of the Reich (Chris DeGarmo) – 4:22
2. The Lady Wore Black (DeGarmo, Geoff Tate) – 6:14
3. Warning (Tate, Michael Wilton) – 4:45
4. Take Hold of the Flame (DeGarmo, Tate) – 4:55
5. Walk in the Shadows (Tate, Wilton) – 3:34
6. I Dream in Infrared (Tate, Wilton) – 4:18
7. I Don't Believe in Love (DeGarmo, Tate) – 4:24
8. Eyes of a Stranger (DeGarmo, Tate) – 6:36
9. Jet City Woman (Tate) – 5:21
10. Empire (Tate, Wilton) – 5:23
11. Silent Lucidity (DeGarmo) – 5:45
12. I Am I (DeGarmo, Tate) – 3:59
13. Bridge (DeGarmo) – 3:31
14. Sign of the Times (DeGarmo) – 3:34
15. Chasing Blue Sky (Scott Rockenfield, Tate) – 3:41
16. Someone Else? (DeGarmo, Tate) – 7:15

## Posicionamiento
Billboard (Norteamérica)
| Año  | Listas            | Posición |
| ---- | ----------------- | -------- |
| 2000 | The Billboard 200 | 149      |